# 野原一夫
野原 一夫（のはら かずお、1922年（大正11年）3月30日 - 1999年（平成11年）7月31日）は東京府出身の編集者、作家。

## 略歴
東京府立第五中学校（現都立小石川高等学校）から浦和高等学校文科乙類を経て、東京帝国大学文学部独逸文学科卒業。1943年（昭和18年）12月、学徒出陣、二等水兵として横須賀市の武山海兵団に入隊。その後、海軍の第四期兵科予備学生となる。1944年（昭和19年）12月に海軍少尉任官、埼玉県大和田通信隊勤務。1945年（昭和20年）4月、南九州・鹿屋基地に第五航空艦隊司令部付として赴任。終戦を大分で迎える。
1946年（昭和21年）8月26日、700名中2名の被採用者のひとりとして新潮社に入社（もうひとりの被採用者は野平健一）。出版部に配属。高校時代から愛読し、親交のあった太宰治に『斜陽』の原稿依頼をするなど、太宰が心中するまでの約一年八ヶ月の間、編集者として最も頻繁に接していた。1948年（昭和23年）春、新潮社を退社し角川書店に入社。雑誌『表現』の編集に携わる。その後、月曜書房を経て、1953年（昭和28年）9月、筑摩書房に入社。『太宰治全集』を第六次まで担当。1978年（昭和53年）7月12日、筑摩書房が会社更生法の適用を申請。役員としての責任を取り、退社。以後、作家として活動。1999年（平成11年）、死去。

## 著作
- 『回想 太宰治』 新潮社、1980年、新版1992年、1998年／新潮文庫、1983年
- 『作家になるには』 ぺりかん社、1980年
- 『回想 学徒出陣』 文藝春秋、1981年
- 『太宰治 人と文学』 リブロポート（上下）、1981年
- 『含羞の人 回想の古田晁』 文藝春秋、1982年
- 『編集者三十年』 サンケイ出版、1983年
- 『人間 檀一雄』 新潮社、1986年／ちくま文庫、1992年
- 『宇垣特攻軍団の最期』 講談社、1987年
- 『太宰治　結婚と恋愛』 新潮社、1989年
- 『肺ガン病棟からの生還』 新潮社、1990年
- 『人間 坂口安吾』 新潮社、1991年／学陽書房・人物文庫、1996年
- 『生くることにも心せき　小説・太宰治』 新潮社、1994年
- 『太宰治と聖書』 新潮社、1998年
- 『太宰治 生涯と文学』 ちくま文庫、1998年（入門書）
- 編『太宰治のことば　愛と苦悩の人生』 ちくま文庫、1998年